# Discensore
Il discensore è uno strumento utilizzato in diverse attività di montagna (arrampicata, alpinismo classico, speleologia) per permettere ad una persona di effettuare una discesa su corda (corda doppia o semplice). Ne esistono di diversi tipi; alcuni di essi sono anche utilizzabili per assicurare il primo di cordata da eventuali cadute.

## Principio di funzionamento
Il discensore sfrutta l'attrito che si crea tra il corpo dello strumento (generalmente metallico) e la corda per dissipare l'energia cinetica che il corpo dell'utilizzatore acquisterebbe in discesa libera. Questo fa sì che una piccola tensione esercitata dalla mano che trattiene il tratto di corda a valle del discensore permetta di variare sensibilmente l'attrito tra corda e discensore, trasferendo la maggior parte del peso sull'imbragatura e non sulla mano stessa.
L'energia viene dissipata sotto forma di calore; ne consegue un forte riscaldamento del discensore, con potenziali effetti collaterali.

## Storia

Discensore Pierre Allain, 1943

In passato, la discesa in corda doppia veniva effettuata con tecniche che non prevedevano l'utilizzo di discensore: la corda veniva avvolta attorno al corpo della persona, che provvedeva a dissipare l'energia. Con l'introduzione dell'imbragatura, iniziarono a comparire artifizi volti a migliorare questa configurazione. Un primo artifizio molto rudimentale fu l'utilizzo di un moschettone agganciato all'imbragatura, mantenendo l'utilizzo del corpo come dissipatore principale. Un successivo miglioramento fu la catena di moschettoni, che utilizzava appunto una serie di moschettoni per costringere la corda ad un percorso obbligato contro superfici metalliche.
Il primo discensore moderno fu inventato nel 1943 da Pierre Allain, ma non ebbe grande successo e non fu utilizzato fino agli anni sessanta.
Da allora, il discensore si è evoluto e specializzato a seconda del tipo di utilizzo.

## Tipi di discensore
I tipi di discensore in commercio sono molteplici. Alcuni sono adatti anche come sistemi per assicurare il primo di cordata, mentre altri sono quasi esclusivamente adatti alla sola discesa su corda. Quando utilizzati per assicurazione, sono metodi di assicurazione dinamica, ovvero non bloccano la corda in caso di caduta ma agiscono da riduttori di forza, e solo un'azione dell'assicuratore può fermare lo scorrere della corda e quindi la caduta.

### Discensore a piastrina

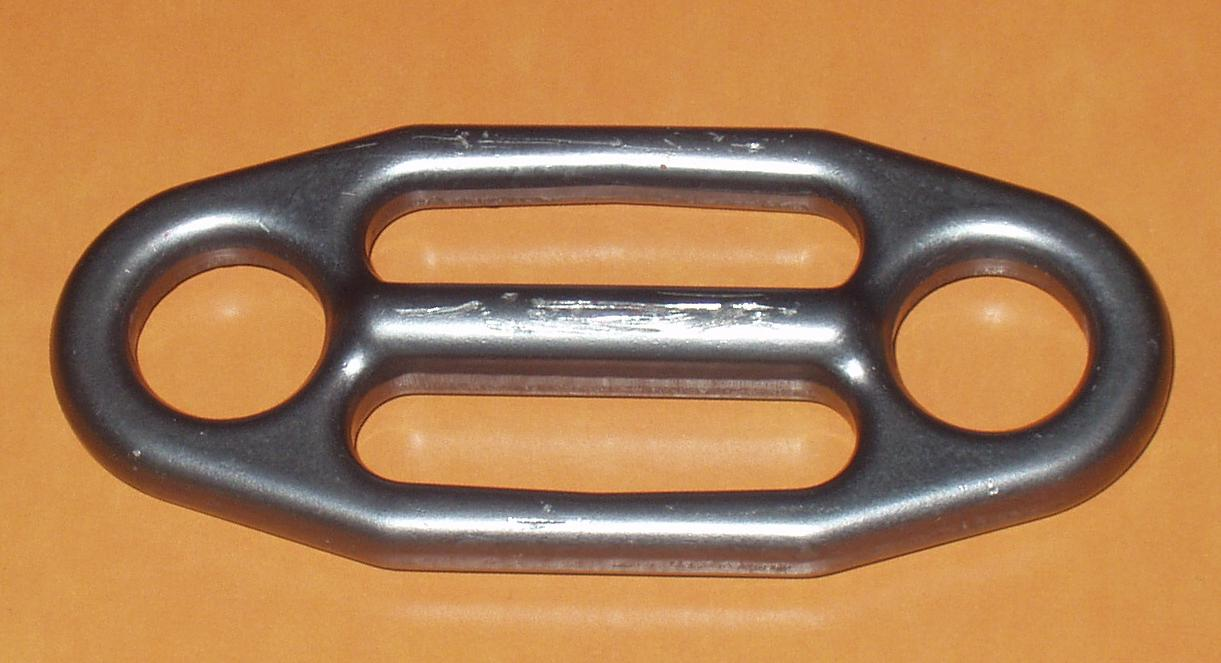
Piastrina gi-gi

Il gi-gi o “piastrina” è uno strumento utilizzabile come discensore per la discesa in corda doppia, ma è altrettanto utilizzabile per assicurare uno o due secondi di cordata, per la risalita su corda e come autobloccante in paranchi da recupero. Esso consiste in due cavità longitudinali in cui passa un'asola di una delle due corde; il tutto deve essere fermato trasversalmente con un moschettone, che oltre a permettere alla corda di restare all'interno della piastrina consente di frenare lo scorrimento della stessa. Per discendere in doppia col gi-gi è necessario utilizzare un autobloccante (Nodo prusik o machard) sulla corda messa a doppio.

### Discensore a secchiello

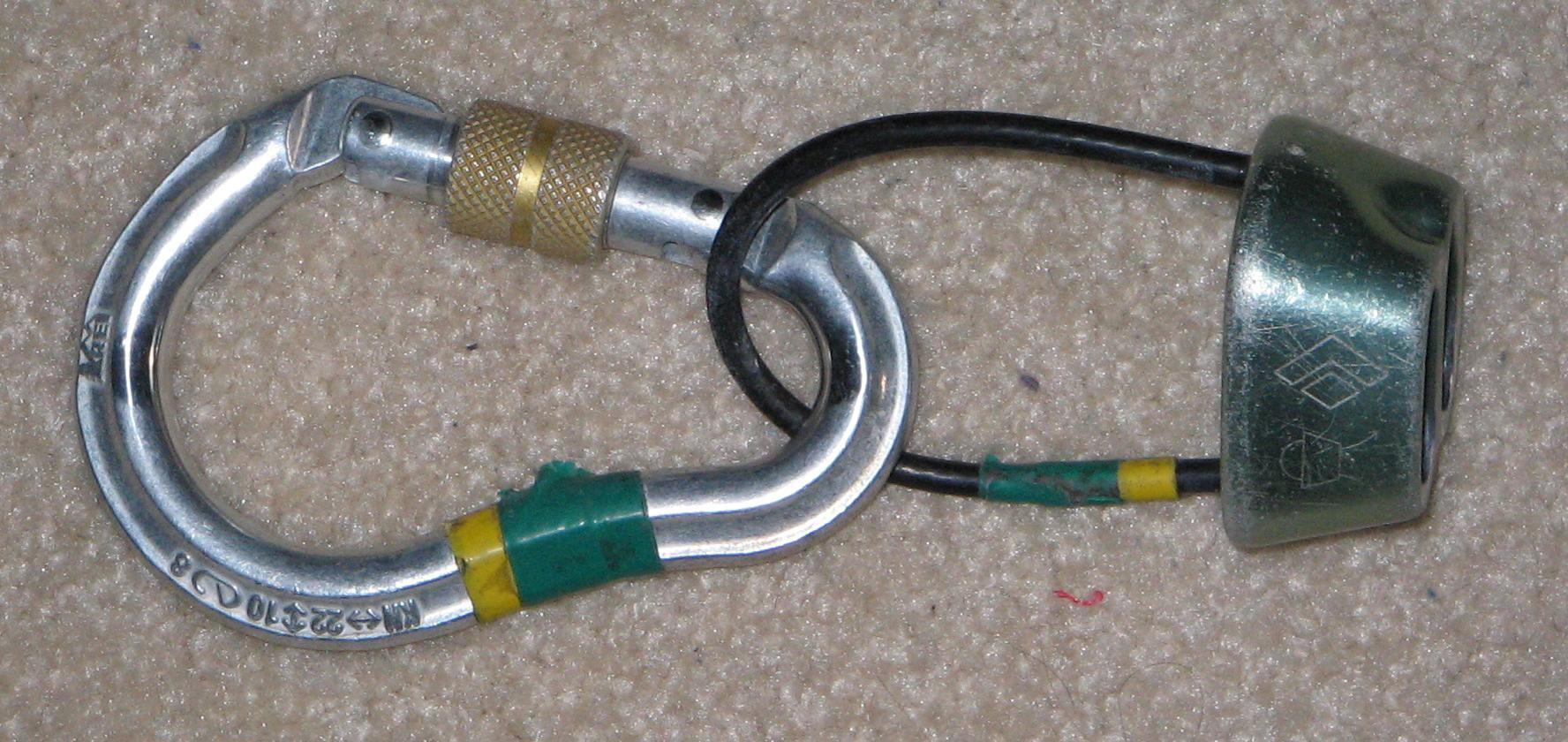
Esempio di tuber connesso con un moschettone a ghiera

Il discensore a secchiello o tuber è un discensore per alpinismo ed arrampicata, utilizzabile anche per assicurazione. Consiste in una struttura metallica con due fessure, in cui si infila la corda; negli anelli di corda così creati si infila un moschettone, che va poi fissato all'imbragatura. L'attrito si genera grazie all'azione combinata del corpo del discensore e del moschettone.

### Discensore ad "otto"

Discensore tipo "otto"

Il discensore ad "otto" deriva dal primo discensore Pierre Allain. Caratterizzato dalla forma simile al numero 8, è fabbricato in acciaio anodizzato o in lega di alluminio. Si utilizza con una tecnica molto simile a quella del secchiello. L'anello piccolo viene infilato all'imbragatura. Un'ansa di corda viene fatta passare dentro all'anello più grosso ed avvolta intorno al "gambo" del discensore; l'attrito si genera per sfregamento di quest'ansa. Ha i vantaggi di essere molto economico e facile da utilizzare; per contro, ha il difetto di torcere molto la corda. Utilizzato come discensore è poco sicuro, in quanto non autobloccante, a meno che non sia utilizzato insieme ad altri sistemi di sicurezza, come ad esempio un prusik.

### Discensore a pulegge fisse

Schema di funzionamento di un discensore a pulegge fisse

Il discensore a pulegge fisse è utilizzato principalmente in speleologia. Nella sua forma più comune (prodotti commerciali Kong e Petzl) permette la discesa su corda singola. È costituito da due pulegge fisse imbullonate su una piastra metallica; una seconda piastra metallica mobile è imperniata sull'asse della puleggia fissa più interna, ed è dotata di una levetta che ne permette l'aggancio ad un moschettone. Grazie a questo meccanismo non è necessario togliere il discensore dall'imbragatura per togliere e mettere la corda. Questa viene fatta passare nel discensore con un percorso a "S"; l'attrito si genera sulle due pulegge. È difficilmente utilizzabile per assicurazione.

#### Discensore autobloccante
È una variante del discensore a pulegge fisse, al quale viene aggiunta una leva mobile che in posizione di riposo strozza la corda, bloccando la discesa. Per una discesa corretta occorre impugnare a fondo la maniglia e non utilizzarla come freno per non danneggiare la corda. È utilizzato in speleologia, e non è adatto per assicurazione.

### Discensore a barrette
Il discensore a barrette deriva dalla catena di moschettoni, dalla quale riprende il principio di funzionamento. Si tratta di una struttura metallica ad "U" sulla quale sono fissate 4 o 5 barrette metalliche, alcune delle quali possono essere sbloccate ad un estremo per far passare la corda, che viene così forzata ad un percorso "avanti/indietro" tra le barrette. Utilizzato principalmente in speleologia, è poco adatto per assicurazione.

## Precauzioni
I discensori sono fatti di metallo, quindi l'attrito che questi hanno dallo scorrimento della corda può far aumentare la temperatura, anche di molti gradi se la discesa è stata eseguita a grande velocità e per una lunga distanza. Per questo motivo è raccomandato, oltre a calarsi lentamente (laddove non sia strettamente necessario arrivare a terra nel più breve tempo possibile), di togliere velocemente il discensore dal contatto con la corda, per evitare che il calore sviluppato dall'attrito rovini il rivestimento della corda, riducendo quest'ultima a sfibrarsi lentamente e con il passare del tempo e delle calate. Una volta tolto il discensore si possono togliere con calma anche gli altri componenti.